# 聖喬治鎮區 (堪薩斯州波特瓦特米縣)
聖喬治鎮區（英語：St. George Township）是位於美國堪薩斯州波特瓦特米縣的一個行政鎮區。

## 地方資料
聖喬治鎮區的面積為88.01平方千米，當中陸地面積為86.52平方千米，而水域面積為1.49平方千米。根據2010年美國人口普查的數據，當地共有人口3415人，而人口密度為每平方千米38.8人。

## 外部連結
- US-Counties.com
- City-Data.com （页面存档备份，存于）